# Heinrich Niem

Heinrich Niem

Heinrich Niem (* 10. Mai 1906 in Bucholtwelmen; † 20. August 1944) war ein deutscher Politiker (NSDAP).

## Leben
Der Sohn eines Lehrers besuchte die Volksschule in Obrighoven und Gymnasien in Wesel und Kleve. Nach dem Abitur studierte Niem Rechtswissenschaften an den Universitäten Rostock, Münster und Köln.
Niem trat zum 1. Januar 1931 in die NSDAP ein (Mitgliedsnummer 425.724). 1931 wurde er Ortsgruppenleiter von Uedem und Kreispropagandaleiter für Kleve. Ab 1932 war er NSDAP-Kreisleiter und Adjutant des Gauleiters, Josef Terboven, sowie Gauinspektor im Gau Essen.
Nach der Machtübertragung an die Nationalsozialisten war Niem von November 1933 bis zum Ende des NS-Regimes Abgeordneter für den Wahlkreis 22 (Düsseldorf Ost) im nationalsozialistischen Reichstag. Seit April 1933 war er zudem Kreisdeputierter des Landkreises Krefeld-Kempen. Zudem war er ab Januar 1933 NSDAP-Kreisleiter für Viersen-Kempen; im März 1938 wechselte er in gleicher Funktion in den Kreis Gladbach-Rheydt. Außerdem trat er für die Partei als Gauredner auf und war Oberbereichsleiter der NSDAP.
Im Zweiten Weltkrieg wurde Niem im Mai 1942 zur Wehrmacht einberufen, in der er zuletzt Leutnant der Reserve in einem Füsilierregiment war. Niems Verbleib ist unbekannt. Das Amtsgericht Mönchengladbach erklärte ihn 1952 für tot und setzte dabei das Sterbedatum auf den 20. August 1944 fest.